# 瓦瓦索·鮑威爾
瓦瓦索·鮑威爾（Vavasor Powell，1617年—1670年10月27日）是一個英國威爾士清教徒牧師、傳道者、教會領袖和作家。

## 生平
瓦瓦索·鮑威爾1639年開始在威爾斯北部傳教，以在市場市集深入民眾間傳道而著名，被人稱作「大都市的流浪漢」，期間曾兩次被補，在內戰期間，到倫敦傳教，因攻擊克倫威爾及非法傳教而在1660年被囚禁，1666年釋放後，又在1667年被補，死於獄中。